# 1669 az irodalomban
Az 1669. év az irodalomban.

## Új művek
- december – Jean Racine Britannicus című tragédiájának bemutatója Párizsban.
- Blaise Pascal: Pensées (Gondolatok)  (eredeti teljes címe: Pensées de M. Pascal sur la religion et sur quelques autres sujets). (1670-ben újból kiadták, de jelentősen megváltoztatott szöveggel.)

## Halálozások
- április 4. – Johann Michael Moscherosch német szatirikus író; nevezetes önéletírása Wunderliche und Wahrhafftige Gesichte Philanders von Sittewald (Sittewaldi Philander csodálatos és igaz élete) 1640-ben jelent meg (* 1601)